# 子供のデッサン
子供のデッサン（こどものデッサン、仏: dessin d'enfant）とは、リーマン面の研究に使われるグラフ埋め込みの一種であり、有理数体の絶対ガロア群の作用について組合せ的な不変量を生み出す、数学概念のひとつである。子供の絵（こどものえ）と訳されることもあり、単にデッサンと呼ばれることもある。
子供のデッサンは、向きづけられた曲面に埋め込まれたグラフであって、頂点が交互に黒と白で彩色されており、かつグラフの面が円板と同相（topological disk）になるものである。埋め込み先の曲面は、単に平面であることが多い。この彩色が存在するためには、グラフは2部グラフでなければならない。曲面と埋め込みは回転系（rotation system）を用いて組合せ的に記述することもできる。回転系とは、グラフの頂点それぞれに対して定義された周囲の辺の巡回型順序（cyclic order）であり、曲面上で頂点を小さく時計回りにまわるときに辺を横切る順番に対応するものである。
任意のデッサンは埋め込まれた曲面にリーマン面としての構造を付与する。どのようなリーマン面がこのようにして生じるか、という自然な疑問の答えはベールイの定理によって与えられる。すなわち、子供のデッサンから生じるリーマン面とは、代数体上の代数曲線に他ならない。絶対ガロア群はこのような曲線の全体に作用するので、この対応を通じて子供のデッサン全体にも作用する。
このテーマについての詳細は、Schneps (1994) や Lando & Zvonkin (2004) に記載されている。

## 英語での表記
英語では、フランス語のまま dessin d'enfant と使われることも多いが、child's drawings と英訳して使うこともある。英語での複数形は、dessins d'enfant, child's drawings, dessins d'enfants, children's drawings など、複数ある。

## 歴史

### 19世紀
原始的な子供のデッサンと思えるものは、1856年のウィリアム・ローワン・ハミルトンの二十面体算に見ることができる。現代の言葉で言えば、これは20面体グラフ上のハミルトン路である。
現代から見ても、はっきり子供のデッサンとベールイ関数と思えるものが、Felix Klein (1879) で使われている。クラインはこの図式を Linienzüge（ドイツ語の Linienzug の複数形で、線の跡、多角形を意味する）と呼んだ。現代の記法では、0の逆像を黒点、1の逆像を白点で表すところ、彼は0の逆像を白い丸で表し、1の逆像を '+' で表していた。彼はこれらの図式を、リーマン球面からそれ自身へのモノドロミー群 PSL(2,11) を持つ11重被覆を作るために使った(Klein 1878–1879a, 1878–1879b)。これは、彼の以前のクライン4次曲線に関する研究、モノドロミー PSL(2,7) を持つ7重被覆の作成に続くものだった。これらの研究は5次方程式の幾何学と群 A5 ≅ PSL(2,5) の研究に関連したもので、有名な著書『正20面体と5次方程式』（1884/88）にまとめられている。はるか後になって、これら3つの群からこの方法で作られた3つの曲面は、三位一体の現象を通じて密接に関係することが示されている。

### 20世紀
現代的な形での子供のデッサンは、1世紀後の1984年にアレクサンドル・グロタンディークによって『計画の概要』の中で再発見され、ここで子供のデッサンと名付けられた。グロタンディークは、子供のデッサンの全体にガロア群が作用することを発見したときのことを、次のように振り返っている（Zapponi (2003)から引用、引用文では子供の絵という呼び方を使った）。
この理論の一部は、グロタンディークよりも少し早く、そして独立に、Jones & Singerman (1978) によってすでに研究が深められていた。彼らは、位相幾何学的な曲面上の地図と、リーマン面上の地図と、ある特定の生成元を持つ群の間の対応の概略を得ていた。しかしガロア群の作用は考えていなかった。彼らの地図の概念は子供のデッサンの特別な例にあたる。この研究は、後に Bryant & Singerman (1985) によって境界を持つ曲面に一般化されている。

## リーマン面とベールイ対
複素数全体に ∞ と書かれる特別な点を付け加えたものは、リーマン球面と呼ばれる位相空間になる。任意の多項式、あるいはより一般に任意の有理関数 p(x)/q(x)（p と q は多項式）は、リーマン球面からそれ自身への写像を定義する。例として、次の有理関数
{\displaystyle f(x)=-{\frac {(x-1)^{3}(x-9)}{64x}}=1-{\frac {(x^{2}-6x-3)^{2}}{64x}}}
を考えよう。リーマン球面のほとんどの点で、この写像は局所同相写像である。すなわち、ほとんどの点に対して、その点を中心とする小さな円板にこの写像を制限したものは、1対1の写像になっている。一方で、臨界点と呼ばれる点ではこの写像はもっと複雑であり、その点を中心とする円板からその像への k 対1の写像になっている。この数 k は臨界点の次数（degree）と呼ばれ、臨界点の像は臨界値と呼ばれる。f の場合の臨界点と臨界値を次の表に示す。臨界点ではないが、臨界値に写像されるリーマン球面上の点も臨界点の列に含めている。この点は次数が1として表示している。
| 臨界点 x         | 臨界値 f(x) | 次数 |
| ---------------- | ----------- | ---- |
| 0                | ∞           | 1    |
| 1                | 0           | 3    |
| 9                | 0           | 1    |
| 3 + 2√3 ≈ 6.464  | 1           | 2    |
| 3 − 2√3 ≈ −0.464 | 1           | 2    |
| ∞                | ∞           | 3    |

有理関数 f = −(x − 1)^{3}(x − 9)/64x から生じる子供のデッサン。縮尺は無視している。

子供のデッサンに無限遠点を描き入れ、リーマン面を作るための半平面の貼り合わせパターンにしたもの。

リーマン球面上の0の逆像（1と9）に黒点を置き、1の逆像（3 ± 2√3）に白点を置き、線分 [0, 1] の逆像に対応する弧を描くことで、f から子供のデッサンが得られる。この線分の逆像は4つの辺からなる。4つの辺のうち2つは1と9を結ぶ線になり、残りの2つは1から始まって0を回り1に戻ってくる単純閉曲線になる。できあがったデッサンを図に示している。
逆に、臨界点の位置情報の無い組合せ的な対象として記述されたデッサンから、コンパクト・リーマン面と、それからリーマン球面への写像を作ることができる。デッサンが今の手順で有理関数から描かれたものなら、得られるリーマン球面への写像はその有理関数と同値である。これを見るために、まずデッサンの各領域の内部に ∞ というラベルをつけた点を配置する（2番目の図に赤点で示したもの）。次に、付け加えた点と、その点が含まれる領域の境界上の黒点と白点を線で結ぶ。もし黒点や白点が境界上に重複して現れるなら、重複している分だけ結ぶ。すると、各領域は3角形分割されており、各3角形の3つの頂点には、0 (黒点に対応)、 1 (白点に対応)、∞ とラベルが貼られている。これらの3角形を半平面に置き換える。3角形の頂点に 0、1、∞ が反時計回りに現れるなら上半平面に置き換え、時計回りに現れるなら下半平面に置き換える。そして、隣接する3角形に対して、頂点のラベルに合わせて対応する半平面の境界の一部を貼り合わせると、リーマン面ができあがる。このリーマン面からリーマン球面への写像を、材料となった各半平面の上で恒等写像と定義することで作る。こうして f から作られたデッサンは、双正則写像による違いを除いて、f 自身を記述するのに十分な情報を持っている。この構成で複素多様体としてのリーマン面は得られたが、複素射影平面に埋め込まれた代数曲線としては得られていない（そのような埋め込みは常に存在するが）。
一般のリーマン面 X とその上の任意のベールイ関数 f（X からリーマン球面への正則関数 f であって 0、1、∞ のみを臨界値とする関数）に対しても同じ構成方法が適用できる。このような対 (X, f) はベールイ対（Belyi pair）と呼ばれている。任意のベールイ対 (X, f) から、0の逆像 f−1(0)  を黒点、1の逆像 f−1(1) を白点、線分 [0, 1] の逆像 f−1([0, 1]) を辺として、曲面 X に描かれたデッサンを作れる。逆に、任意の曲面 X 上の任意のデッサンを先ほどのように半平面の貼り合わせ手順書として使い、X と同相なリーマン面を作ることができる。そして、半平面上で恒等写像とすることでリーマン球面への写像を作れる。この写像は X 上のベールイ関数 f となるので、ベールイ対 (X, f) が得られる。任意の2つのベールイ対 (X, f) から得られるデッサンが組合せ同値ならば、これらは双正則である。コンパクト・リーマン面 X が代数体上定義されたものであれば、ベールイの定理からベールイ関数 f が存在し、デッサンが作れる。このデッサンは、X と f の両方の組合せ的な記述になる。

## 地図と超地図
デッサンに含まれる頂点には、グラフ理論の意味での次数（接続している辺の数のこと）が定義できる。これはベールイ関数の臨界点としての次数に等しい。前述の例だと、全ての白点の次数は2である。デッサンは、全ての白点が2つの辺を持つとき整（clean）と呼ばれ、それに対応するベールイ関数は純（pure）と呼ばれる。整デッサンは、白点を除去して、代わりにその白点の端点となっている黒点を辺で結ぶことにより、より単純な埋め込みグラフとして描くことができる。先ほどのデッサンの場合だと、黒点2つを頂点とし、それを結ぶ1つの辺と、1つの黒点の自己閉路をもう1つの辺とするグラフになる。整デッサンの場合には黒点のみ描き白点はグラフから除くのが普通である。白点を除いたグラフから、辺の中央に白点を描くことで、元のデッサンを完全に復元できる。
このようにして、曲面に埋め込まれた任意のグラフで面が円板と同相なもの（位相幾何学的な地図）は、グラフの頂点を黒点とし、全ての辺の中央に白点を置くことで、デッサンになる。地図にベールイ関数 f が対応しているなら、その双対地図（線分 [1, ∞] の逆像で作られるデッサン）に対応するベールイ関数は逆数 1/f である。
整ではないデッサンは、全ての点を黒く塗り直し辺の中央に白点を追加することにより同じ曲面上の整デッサンに変換できる。この変換に対応するベールイ対の変換は、ベールイ関数 β を 純ベールイ関数 γ = 4β(1 − β) に置き換える変換である。γ の臨界点は次の公式で直接計算できる:
γ−1(0) = β−1(0) ∪ β−1(1)
γ−1(∞) = β−1(∞)
γ−1(1) = β−1(1/2)
こうして、γ−1(1) はβ による線分 [0,1] の中点の逆像になり、γ から作られるデッサンの辺はβ から作られるデッサンの辺の細分（subdivide）になる。
整デッサンが地図に対応するとするならば、一般のデッサンに対応するものは超地図（hypermap）である。ハイパーグラフの頂点が黒点に対応し、ハイパーエッジ（hyperedge）が白点に対応する。

## 正則地図と三角群

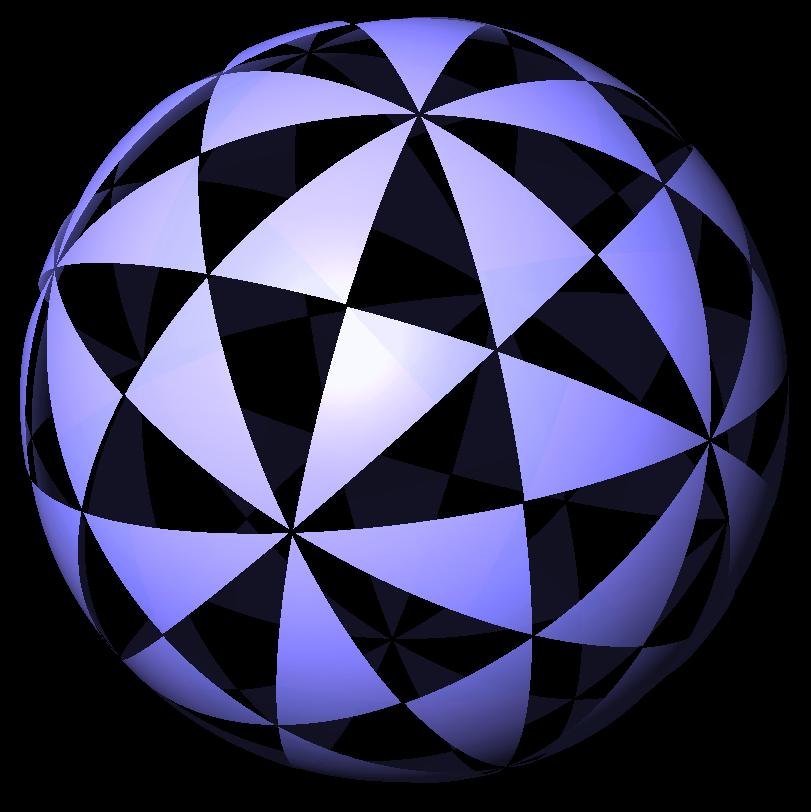
正十二面体の整デッサンから作られた、(2,3,5) 3角群を持つ球面の3角形分割

クライン4次曲線の普遍被覆として生成された、(2,3,7) 3角群を持つ双曲平面の3角形分割

5つの正多面体（正四面体・正六面体・正八面体・正十二面体・正二十面体）を2次元の曲面として見ると、曲面の対称性で任意の旗（接合している頂点・辺・面の3つ組のこと）を他の旗に持っていくことができるという性質を持っている。一般に、曲面に埋め込まれた地図であって同様の性質を持つもの、すなわち任意の旗が他の任意の旗に対称性により変換できるものは、正則地図（regular map）と呼ばれる。
正則地図から整デッサンが作られ、そのデッサンから3角形分割されたリーマン面が作られたとき、3角形の辺は曲面の対称性の直線上に乗り、その直線に沿っての鏡映（reflection）は3角群と呼ばれる対称性の群を生成し、3角形はその基本領域になっている。例えば、正十二面体に対してこれを適用すると、図のような3角形の集合ができあがる。正則地図が乗っている曲面の種数が1より大きいとき、その曲面の普遍被覆は双曲平面となり、双曲平面に持ち上げられた3角形分割に対応する3角群は、双曲平面の等長写像の離散集合からなる（余コンパクト）フックス群になる。このとき、元の曲面は、この群の有限指数部分群 Γ  で双曲平面の商を取ったものになっている。
逆に、(2,3,n) タイル貼り（角度が π/2, π/3, π/n の3角形による、球面、ユークリッド平面、もしくは双曲平面のタイル貼り）による商となっている任意のリーマン面に対して、その随伴するデッサンはこの群の位数2と位数3の生成元によって与えられるケイリーグラフである。このタイル貼りを与えることと、同じ曲面の頂点ごとに3点で交わる n 角形タイル貼りを与えることは同値である。このタイル貼りの頂点がデッサンの黒点を与え、辺の中心が白点を与え、面の中心が無限上の点を与える。

## 木とシャバット多項式

6次の単項式 p(x) = x^{6} に対応する子供のデッサン

チェビシェフ多項式と対応する子供のデッサン。黒と白が交互に現れる道グラフになっている。

最も簡単な2部グラフは木である。曲面に埋め込まれた木の面の数は1なので、これがデッサンならば、オイラーの公式からこの曲面は球面でなければならない。対応するベールイ対は、リーマン球面からリーマン球面への写像であり、その写像の極を ∞ で持つようにすることにより、この写像を多項式とできる。逆に、0と1を有限な臨界値として持つ任意の多項式は、臨界値 ∞ に対応する臨界点が1点（∞）のみのリーマン球面からそれ自身へのベールイ関数となり、対応する子供のデッサンは木である。多項式の次数は対応する木の辺の数に等しい。このような多項式ベールイ関数は、ジョージ・シャバットにちなんでシャバット多項式（Shabat polynomial）と呼ばれる。
例として、p を単項式 p(x) = xd とする。0がこれの唯一の有限な臨界点であり、その臨界値は0である。1は p の臨界値ではないが、全ての臨界値は {0,1,∞} に含まれているので、p はリーマン球面からそれ自身へのベールイ関数となっている。対応する子供のデッサンは、中心に1つの黒い頂点があり、d 個の白い葉とつながっている星の形（完全2部グラフ K1,d）をしている。
より一般に、多項式 p(x) が2つの臨界値、y1 と y2 を持つだけならば、これもシャバット多項式と呼んでよい。このような多項式は、変換
{\displaystyle q(x)={\frac {p(x)-y_{1}}{y_{2}-y_{1}}}}
により臨界値が0と1のベールイ関数に正規化できる。しかし、正規化せず p のままとしたほうが便利なこともある。
シャバット多項式の重要な例は、臨界値として −1 と 1 を持つ第1種チェビシェフ多項式 Tn(x)である。対応する子供のデッサンは、n 個の辺を持ち黒と白の頂点が交互に並んでいる道グラフになる。シャバット多項式とチェビシェフ多項式のこの関係から、シャバット多項式は一般化されたチェビシェフ多項式と言われることもある。
一般に、異なる木は、または同じ木であっても彩色が異なれば、異なるシャバット多項式に対応する。シャバット多項式は、正規化と変数の線形変換による違いを除いて、埋め込まれた木の彩色から一意に決定される。しかし、埋め込まれた木からそれに対応するシャバット多項式を見つけるのは、いつも簡単というわけではない。

## 絶対ガロア群と不変量
次の多項式
{\displaystyle p(x)=x^{3}(x^{2}-2x+a)^{2}\,}
に
{\displaystyle a={\frac {34\pm 6{\sqrt {21}}}{7}}}

2つの共役な子供のデッサン

を代入するとシャバット多項式になる。a の符号の選択肢に応じて2つのベールイ関数 f1 と f2 が得られる。この2つの関数は密接な関係にあるが、図に示しているように対応する木が同型ではなく、同値ではない。
しかし、これらの多項式は代数体 Q(√21) 上定義されているので、有理数体の 絶対ガロア群 Γ  の作用で移り合う。√21 を −√21 に変換する Γ  の元は、f1 と f2 を交換するので、図の2つの木に交換で作用していると考えることができる。一般に、任意のベールイ関数の臨界値は純粋な有理数（0、1、∞）なので、絶対ガロア群の作用で不変であることから、ベールイ対を他のベールイ対に移す絶対ガロア群の作用を定義できる。デッサンとベールイ対の対応を使って、この作用からデッサン全体のなす集合への Γ  の作用を定義できる。この作用は、例えば図の2つの木の集合に置換群として作用する。
ベールイの定理により、デッサンの全体へのこの Γ  の作用は忠実である。。すなわち、Γ の異なる2つの元はデッサンの全体の上に異なる置換を定義する。このことから、デッサンの研究は Γ  について非常に多くのことを教えてくれる可能性がある。この観点からは、Γ  の作用でどのデッサンが互いに変換され合い、どれがそうでないのか理解することは、非常に興味深い問題である。例えば、図に示した2つの木は、黒点・白点のそれぞれで同じ次数列を持つことが観察できるだろう。ともに、次数が3の黒点を1つ持ち、次数が2の黒点を2つ持ち、次数が2の白点を2つ持ち、そして次数が1の白点を3つ持っている。これが成り立つことは偶然ではない。Γ がデッサンを他のデッサンに変換するとき、両者は必ず同じ次数列を持っている。次数列は、複数知られているガロア群作用の不変量のうちの1つである。
あるデッサンの固定部分群（stabilizer）とは、そのデッサンを変化させない Γ  の要素からなる部分群のことである。Γ  の部分群と代数体はガロア対応するので、この固定部分群に対応する体、デッサンのモジュライ体（field of moduli of the dessin）がある。デッサンの軌道（orbit）とは、デッサンの集まりであって、各要素はガロア作用により互いに変換され合うもののことである。次数不変量の存在から、デッサンの軌道は有限でなければならず、したがって固定部分群の指数も有限である。同様に、軌道の固定部分群（軌道に含まれる全ての要素を固定する部分群）を定義することができ、対応する軌道のモジュライの体はデッサンの別の不変量である。軌道の固定部分群は、デッサンの固定部分群に含まれる Γ  の正規部分群の中で最大のものであり、軌道のモジュライの体はデッサンのモジュライの体の正規閉包となっている。例えば、この節で考えた2つの共役なデッサンについては、軌道のモジュライの体は Q(√21) である。この例では、2つのベールイ関数 f1 と f2 はモジュライの体上で定義されているが、ベールイ関数の定義体がモジュライの体より真に大きくならなければならないデッサンが存在する。